# جون ألان ماكسويل
جون ألان ماكسويل (بالإنجليزية: John Alan Maxwell)‏ هو فنان ورسام توضيحي أمريكي، ولد في 7 مارس 1904، وتوفي في 13 أبريل 1984 في جونسون سيتي في الولايات المتحدة.